# Утро туманное
«В дороге» (иногда называется по первой строке «Утро туманное») – стихотворение, написанное Иваном Тургеневым в ноябре 1843 года, и одноимённый романс.

## Темы и мотивы
Стихотворение посвящено воспоминаниям о былом, о прошедшем времени, идеализируемом лирическим героем, спокойным и умиротворённым, который, по всей видимости, находится в дороге. Картины окружающей природы также настраивают на элегический лад – перед читателем плавно разворачиваются пейзажи поздней осени, которые располагают к неторопливой философской созерцательности. Описанию природы посвящаются две первые строки первой строфы и заключительная строка последней строфы. Лексическим элементом, скрепляющим план природы (фоновых картин) и личных ощущений, является глагол «вспомнишь», который в стихотворении встречается пять раз, таким образом, становясь ключевым рефреном мироощущения лирического героя. В целом стихотворение носит интимно-ностальгический характер, отсылает к традициям русской элегической лирики. Цветовая гамма, преобладающая в стихотворении – серо-белая, на что указывают эпитеты туманное, седое.

## Средства создания художественной образности
Герой-путешественник погружается в воспоминания о прошлых любовных переживаниях. Отчётливость ностальгического нарратива при описании ретроспекции усиливается благодаря использованию антитезы жадно – робко, первые встречи – последние встречи. Элементы звукописи дополняют ощущение протяжённости, развёрнутости, замедленности переживания во времени и пространстве (звучание протяжного у, а перед двойным нн в первой строфе). В стихотворении отсутствуют местоимения, а практически единственный глагол «вспомнишь» употреблён в обобщённо-личной форме, что, с одной стороны, отражает идею отвлечённости ощущений, а также настраивает читателя на диалог, создавая ощущение сопричастности интимным переживаниям.

## Обстоятельства написания
Произведение написано четырёхстопным дактилем с усечениями в нечётных строках. Тургеневу на момент написания было 25 лет, однако часто у читателя (или слушателя романса) создаётся ощущение, что оно было написано уже пожилым человеком, прожившим долгую жизнь. Стихотворение с опорой на биографический план Тургенева в плане субжанровой характеристики, с одной стороны, представляет собой исповедальное прощание с возлюбленной Татьяной Александровной Бакуниной (сестрой русского философа и революционера Михаила Бакунина), а с другой стороны, на его написание повлиял факт совсем недавнего знакомства с французской исполнительницей Полиной Виардо во время поездки певицы в Санкт-Петербург осенью 1843 года, где на сцене оперного театра её впервые увидел Тургенев. Таким образом, И. С. Тургенев создал это стихотворение под впечатлением от расставания с одной любимой девушкой, но уже будучи вдохновлённым встречей с другой, будущей любовью, поэтому произведение вовсе не несёт в себе отпечаток безнадёжной тоски, а, скорее, передаёт ощущение просветлённости и размышлений, раскрываемое в последних строфах («глядя задумчиво в небо широкое»).

## Переложения на музыку
Стихотворение «Утро туманное» неоднократно перекладывалось на музыку, в частности, композиторами Александром Фёдоровичем Гедике, Яковом Фёдоровичем Пригожим и Георгием Львовичем Катуаром. Однако вопрос об авторстве романса до сих пор является спорным. Ряд авторов называет автором музыки офицера Э. А. Абаза, погибшего в Крымскую кампанию. В пользу этой версии говорит ряд публикаций  и памятник на могиле героя с высеченной на нем строкой из романса. Кроме того запись на пластинку Михаилом Вавичем сопровождалась описанием: «Утро туманное...» Знаменитый романс: музыка Эраста Абазы на стихи Ивана Тургенева (номер III из цикла «Вариации») в исполнении Михаила Вавича.
Нотный архив Бориса Тараканова называет автором А. М. Абазу -  известного музыкального деятеля. Имя А.Абазы указано в частности на пластинках Надежды Обуховой. Елена Хапланова полагает, что автор романса Виктор Вениаминович Абаза посвятил ставшую знаменитой музыку своему другу Иосифу Михайловичу Лапицкому в издании 1897 года. Однако эта версия вызывает ряд вопросов, поскольку романс был известен и до 1897 года.

## Исполнители романса
Стихотворение является самым известным поэтическим произведением И. С. Тургенева. Его романсовое переложение исполняли и исполняют многие яркие эстрадные и оперные певцы, такие как Игорь Тальков, Вадим Козин, Сергей Захаров, Юрий Гуляев, Эдуард Хиль, Дмитрий Хворостовский, Валентина Пономарёва, Олег Погудин,  Александр Малинин, Евгения Смольянинова и многие другие.